# Chinatsu Matsui
Pour les articles homonymes, voir Matsui.
Chinatsu Matsui (松井 千夏, Matsui Chinatsu), née le 8 août 1977 à Kawasaki, est une joueuse professionnelle de squash représentant le Japon. Elle atteint en septembre 2007 la 50e place mondiale sur le circuit international, son meilleur classement. Elle est championne du Japon à quatre reprises avant de laisser son titre à Misaki Kobayashi.

## Palmarès

### Titres
- Open de Chine : 2009
- Championnats du Japon : 4 titres